# Котяча акула коморська
Котяча акула коморська (Scyliorhinus comoroensis) — акула з роду Котяча акула родини Котячі акули.

## Опис
Загальна довжина досягає 46 см. Голова широка, сплощена . Морда коротка. Очі великі, овальні, з мигальною перетинкою. За ними розташовані невеличкі бризкальця. ніздрі носовими клапанами. Рот помірно великий. Зуби дрібні, розташовані у декілька рядків. У неї 5 пар зябрових щілин. Тулуб стрункий. Грудні плавці широкі, з округлими кінчиками. Має 2 спинних плавця, з яких передній більше за задній. Вони розташовані у хвостовій частині тіла. Черевні та анальний плавці широкі, низькі. Хвостовий плавець короткий, гетероцеркальний.
Забарвлення спини світло-коричневе. Черево світле. По спині та боках розкидані дрібні темні плямочки.

## Спосіб життя
Тримається на глибині 400 м, на острівному шельфі. Полює біля дна, є бентофагом. Живиться дрібною костистою рибою, невеличкими ракоподібними молюсками.
Це яйцекладна акула. Процес парування і розмноження натепер вивчено недостатньо.

## Розповсюдження
Мешкає біля Коморських островів. Звідси походить назва цієї акули.